# Paraspinoza cardoni
Paraspinoza cardoni là một loài bọ cánh cứng trong họ Cleridae. Loài này được Corporaal miêu tả khoa học năm 1942.